# ジャンピング!
『ジャンピング!』は宝塚歌劇団の作品。月組公演。
併演作品は『新源氏物語』。

## 解説
※『宝塚歌劇100年史（舞台編）』の宝塚大劇場公演のページを参照
生命、星、言葉、音楽といったものが生まれる瞬間をテーマにした作品。本作品は舞台で生まれる瞬間は輝かしく、美しくありたいと願いを込めて作られた。宝塚の曲メドレーのプロローグから始まり、宝塚に憧れている少女が色々なものに変身し、最後はシャイニング・スターとなって新しい世界への希望を歌う。
大地真央を中心とした当時の月組若手メンバーによる30分のショー。

## 公演期間と公演場所
- 1981年1月1日 - 2月11日[2]：宝塚大劇場
- 1981年4月3日 - 4月29日[3]：東京宝塚劇場

## 宝塚大劇場公演のデータ
形式名は「ショー」。12場。

### スタッフ（宝塚大劇場）
- 作・演出：村上信夫[2]
- 作曲・編曲：吉崎憲治[4]、高橋城[4]
- 編曲・音楽指揮：橋本和明[4]
- 振付：司このみ[4]
- 装置：石浜日出雄[4]
- 衣装：任田幾英[4]
- 照明：今井直次[5]
- 音響：松永浩志[5]
- 小道具：万波一重[5]
- 効果：吉田雄二[5]
- 合唱指導：橋本和明[5]
- 演出助手[5]：正塚晴彦、小池修一郎
- 制作：橋本雅夫[5]
- ヘア・デザイン：和田好弘